# Réserve naturelle régionale des landes et tourbières du Cragou et du Vergam
La réserve naturelle régionale des Landes et tourbières du Cragou et du Vergam (RNR196) est une réserve naturelle régionale située en Bretagne. Classée en 2008, elle occupe une surface de 343 hectares et protège deux secteurs de landes et tourbières des Monts d'Arrée.

## Localisation

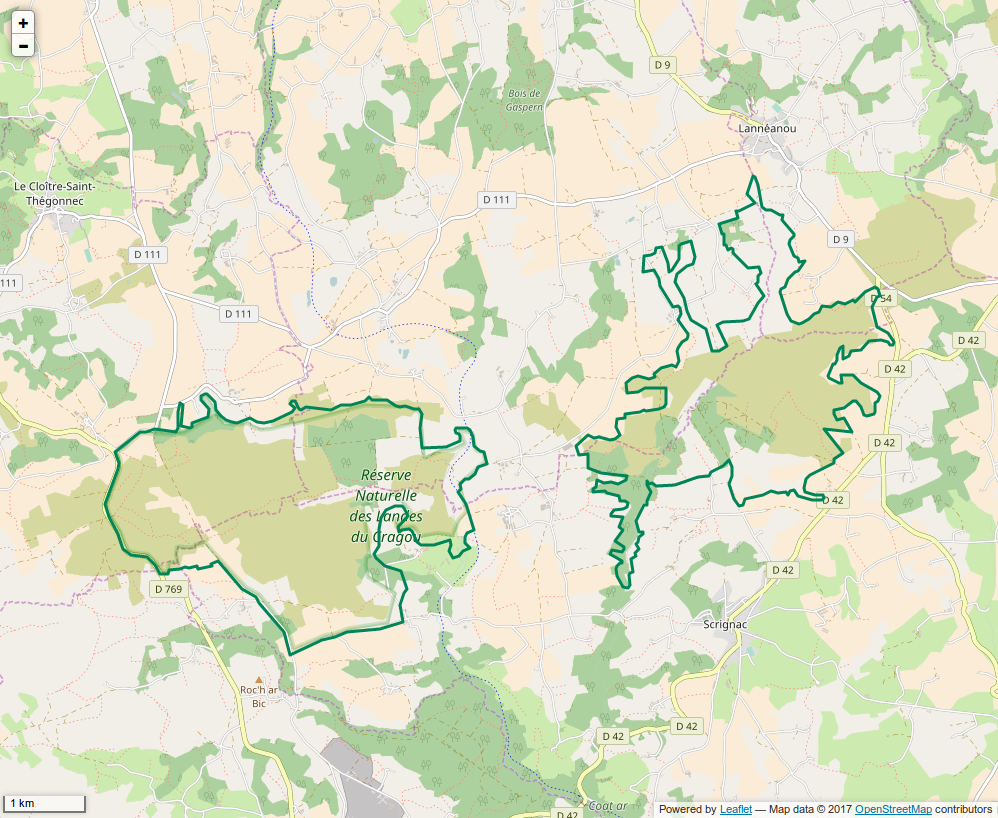
Périmètre de la réserve naturelle.

À 20 kilomètres au sud de Morlaix, le territoire de la réserve naturelle est dans le département du Finistère sur les communes de Lannéanou, Le Cloître-Saint-Thégonnec, Plougonven et Scrignac. Il est constitué de 2 sites distants de quelques kilomètres, le Cragou à l'ouest (214,6 ha) et le Vergam à l'est (128,8 ha). Celui-ci correspond à l'extrémité orientale de la crête Nord des Monts d'Arrée.

## Histoire du site et de la réserve
Le vaste territoire des Landes du Cragou, qui culmine à 280 mètres au Roc'h Sparfili ("Rocher des faucons") fut la propriété de l'Abbaye du Relec jusqu'en 1789. L'étroite crête de ses roc'hs séparait l'évêché de Tréguier (versant nord) et l'évêché de Cornouaille (versant sud) 
.
Les rochers du Cragou sont mentionnés dès 1864 dans les guides touristiques. Des prospections de bryophytes sont réalisées dans les années 1920. Les prospections naturalistes sont ensuite régulières entre 1930 et 1980. Les premières analyses polliniques de France sont réalisées en 1938 sur le Cragou.
Le Vergam fut exploité par le pâturage et pour la production de litière et de tourbe jusque dans les années 1990.
En 1986, la SEPNB achète des terrains au Cragou et crée une réserve naturelle volontaire. Les terrains du Vergam sont achetés en 1992.

## Écologie (biodiversité, intérêt écopaysager…)
Les deux sites sont essentiellement constitués de landes et de tourbières qui offrent une grande biodiversité. On trouve également des bas-marais acides, des boisements de feuillus et de résineux, des taillis, des saulaies, des prairies humides ainsi que des affleurements rocheux.
Au total 16 habitats sont présents dont 2 prioritaires (landes hygrophyles sur substrat tourbeux et zones tourbeuses à sphaignes).
À l'extrémité orientale de la réserve existe un bois de chênes pédonculés enserrant la crête que les botanistes considèrent comme l'ultime exemple de la forêt primitive des versants abrités de l'Arrée.

### Flore
Sur les deux sites, on recense 35 espèces végétales patrimoniales dont la Spiranthe d'été, le Malaxis des marais (plus grosse station européenne), le Lycopode inondé, la Sphaigne de la Pylaie, le Rossolis intermédiaire, le Rhynchospore blanc et le champignon Pseudoplectinia sphagnophila.
Les espèces dominantes des landes sont l'Ajonc d'Europe et l'Ajonc de Le Gall, la Callune, les Bruyères ciliée, cendrée et tétragone, la Molinie bleue, la Fougère-Aigle, la Myrtille, la Grande Luzule, etc.

### Faune
On recense 39 espèces animales patrimoniales sur les deux sites, principalement des oiseaux comme la Fauvette pitchou, la Bécassine des marais et le Tarier pâtre. Pour les amphibiens et reptiles, on note la présence de la Coronelle lisse, de l'Alyte accoucheur et du Lézard vivipare.
Le Vergam abrite des espèces nicheuses rares comme le Busard Saint-Martin, le Busard cendré, le Courlis cendré ou l’Engoulevent d'Europe.

## Intérêt touristique et pédagogique
Deux sentiers d'interprétation (2 et 14 km) sont en place sur le site du Cragou. Un livret d'accompagnement est disponible en ligne et téléchargeable sur place via des codes QR placés sur les panneaux qui balisent les sentiers.

## Administration, plan de gestion, règlement
La réserve naturelle est gérée par Bretagne Vivante.
Le pâturage par des juments Dartmoor est mis en place dès 1990. Des vaches nantaises prennent ensuite le relais. Les landes sont également entretenues par la fauche. 

### Outils et statut juridique
La réserve naturelle a été créée par une délibération du 20 décembre 2008.